# Lijst van fossielen in Colombia

Kaart van Colombia.

Deze lijst bevat de fossielen die in Colombia gevonden zijn. 
Colombia is een tropisch land, dat in de afgelopen 300 miljoen jaar steeds ongeveer rond de evenaar lag. Heden ten dage bezit het land verschillende ecosystemen wat de biodiversiteit groot maakt

## Lijst van gevonden fossielen in Colombia
A

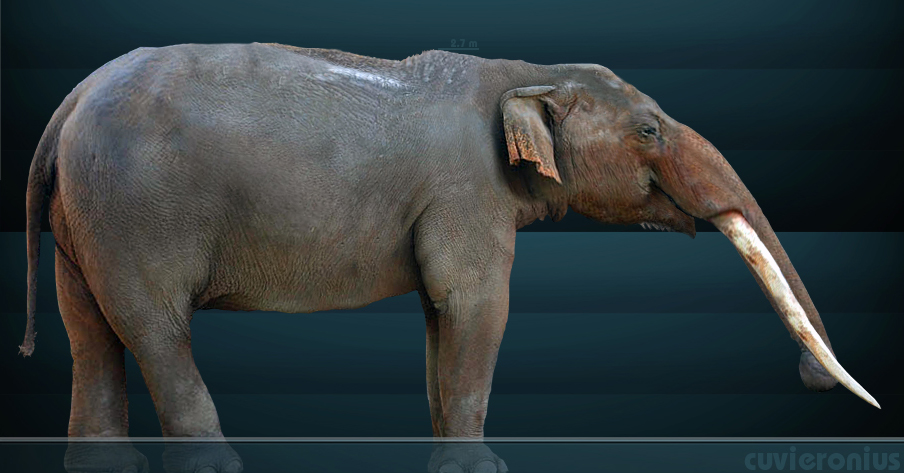
Cuvieronius

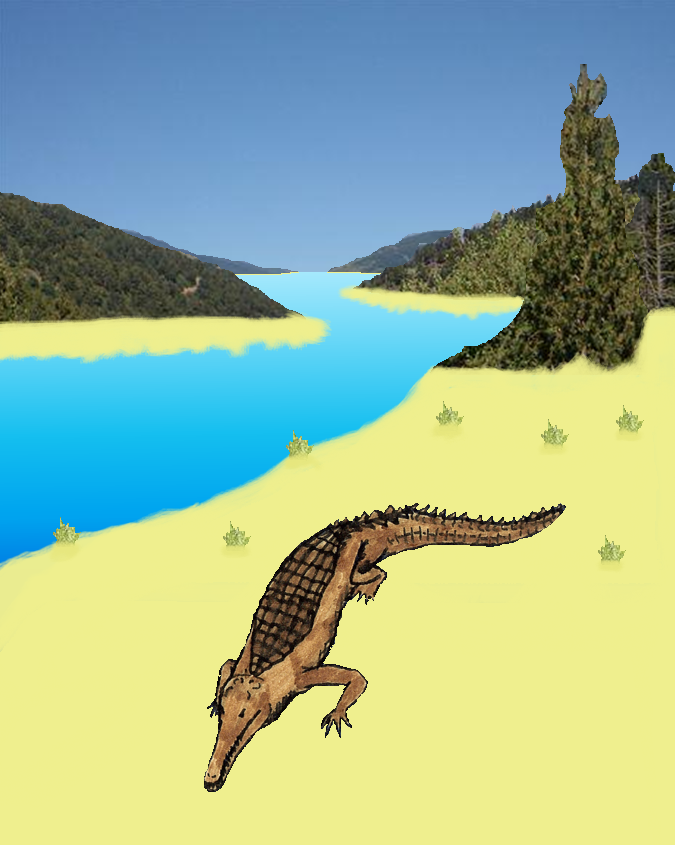
Gryposuchus

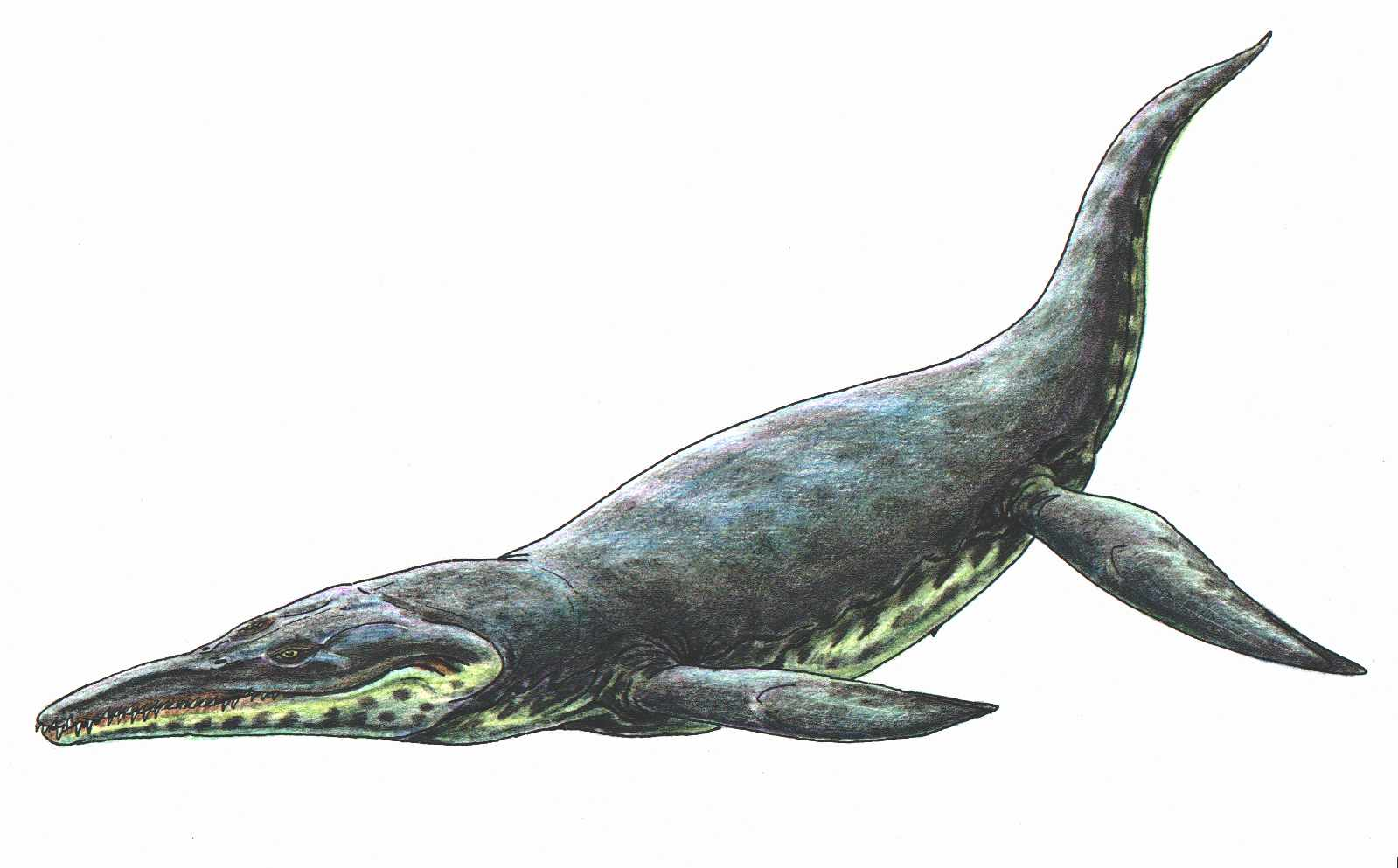
Kronosaurus

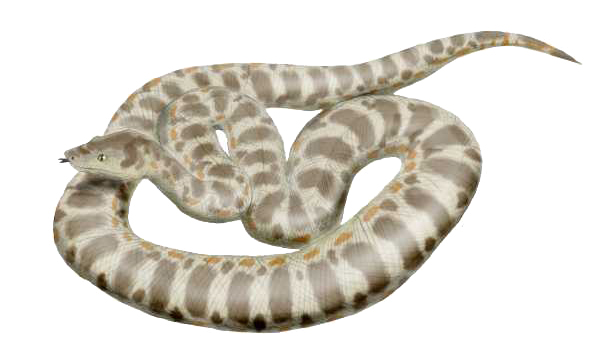
Titanoboa

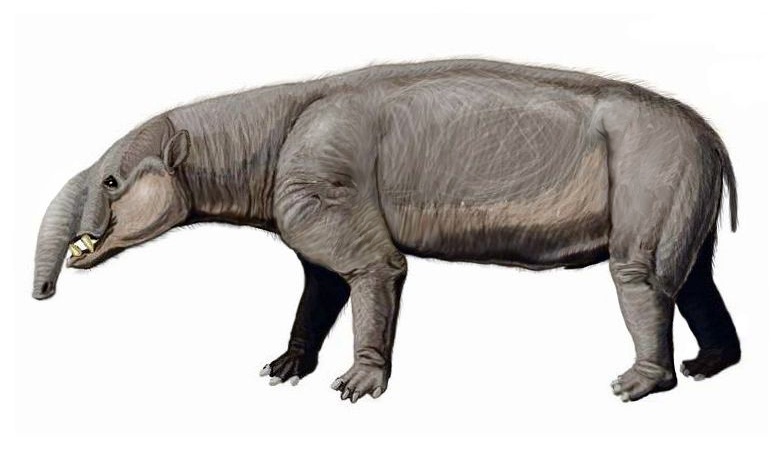
Xenastrapotherium

- Acherontisuchus guajiraensis - Cerrejón-formatie - Selandien-Thanetien - La Guajira
- Acrecebus - Solimões-formatie - Mioceen - Amazonas
- Anachlysictis - Villavieja-formatie - Mioceen - La Venta
- Aotus dindensis - Hondagroep - Mioceen - La Venta
- Aramus paludigrus - Villavieja-formatie - Mioceen - La Venta
- Asaphidae - trilobieten - Tremadoc - Guaviare
- Asterostemma gigantea - La Victoria-formatie - Burdigalien-Langhien

B
- Balanerodus - Villavieja-formatie - Mioceen - La Venta
- Boreostemma - Villavieja-formatie - Mioceen - La Venta
- Brievabradys - Villavieja-formatie - Mioceen - La Venta

C
- Callawayasaurus - Paja-formatie - Aptien - Villa de Leyva
- Carbonemys cofrinii - Cerrejón-formatie - Selandien-Thanetien - La Guajira
- Cebupithecia sarmientoi - La Victoria-formatie - Burdigalien-Langhien
- Cerrejonemys wayuunaiki - Cerrejón-formatie - Selandien-Thanetien - La Guajira
- Cerrejonisuchus improcerus - Cerrejón-formatie - Selandien-Thanetien - La Guajira
- Charactosuchus - Villavieja-formatie - Mioceen - La Venta
- Chelus colombiana - Villavieja-formatie - Mioceen - La Venta
- Colombitherium - Gualanday-formatie - Eoceen - Tolima
- Colombophis - Villavieja-formatie - Mioceen - La Venta
- Cuvieronius -  Pleistoceen-Holoceen - Yumbo

D
- Diclidurus - Baraya-lid - Burdigalien-Langhien
- Dukecynus - Villavieja-formatie - Mioceen - La Venta

E 
- Emballonuridae - Baraya-lid - Burdigalien-Langhien
- Etayoa bacatensis - Bogotá-formatie - Eoceen - Bogota
- Eunectes stirtoni - Villavieja-formatie - Mioceen - La Venta

F
- Favrella (ammonietengeslacht) - Ritoque-formatie - Hauterivien - Rio Cane - Boyacá

G
- Galbula hylochoreutes - La Victoria-formatie - Mioceen - La Venta
- Glossophaginae - Baraya-lid - Burdigalien-Langhien
- Glossotheriopsis pascuali - La Victoria-formatie - Burdigalien-Langhien
- Granastrapotherium - Hondagroep - Mioceen - Tatacoawoestijn
- Gryposuchus - Villavieja-formatie - Mioceen - La Venta

H
- Haplomastodon - Pleistoceen - Curití
- Hoazinoides - Villavieja-formatie - Mioceen - La Venta
- Hondadelphys fieldsi - Baraya-lid - Burdigalien-Langhien
- Hondathentes cazador - Cerro Colorado-lid van Villavieja-formatie - Burdigalien-Langhien
- Huilabradys - Hondagroep - Mioceen - Tatacoawoestijn
- Huilatherium - Villavieja-formatie - Mioceen - La Venta

K
- Kronosaurus - Paja-formatie - Aptien - Villa de Leyva

L
- Langstonia - Villavieja-formatie - Mioceen - La Venta
- Lycopsis longirostrus - La Victoria-formatie - Burdigalien-Langhien

M
- Marmosini - Baraya-lid - Burdigalien-Langhien
- Megadolodus - Villavieja-formatie - Mioceen - La Venta
- Metagnostidae - trilobieten - Tremadoc - Guaviare
- Micoureus laventicus - La Victoria-formatie - Burdigalien-Langhien
- Miocochilius - Villavieja-formatie - Mioceen - La Venta
- Mixotoxodon larensis - Rotinet-formatie - Pleistoceen - Chivolo
- Mourasuchus - Villavieja-formatie - Mioceen - La Venta

N
- Nanoastegotherium - La Victoria-formatie - Mioceen - La Venta
- Neoglyptatelus - Villavieja-formatie - Mioceen - La Venta
- Neonematherium flabellatum - La Victoria-formatie - Burdigalien-Langhien
- Neoreomys huilensis - Baraya-lid - Burdigalien-Langhien
- Neosaimiri annectens - Cerro Colorado-lid van Villavieja-formatie - Burdigalien-Langhien
- Neotamandua - Villavieja-formatie - Mioceen - La Venta
- Noctilio albiventris - Baraya-lid - Burdigalien-Langhien
- Notonycteris magdalenensis - Baraya-lid - Burdigalien-Langhien
- Notonycteris sucharadeus -  Baraya-lid - Burdigalien-Langhien
- Nuciruptor - Villavieja-formatie - Mioceen - La Venta

O
- Olenidae - trilobieten - Tremadoc - Guaviare

P
- Pachybiotherium minor - Baraya-lid - Burdigalien-Langhien
- Palynephyllum antimaster - Baraya-lid - Burdigalien-Langhien
- Paradracaena - Hondagroep - Mioceen - Tatacoawoestijn
- Patasola - Villavieja-formatie - Mioceen - La Venta
- Pedrolypeutes praecursor - La Victoria-formatie - Burdigalien-Langhien
- Pelomedusoides - Cerrejón-formatie - Selandien-Thanetien - La Guajira
- Pericotoxodon - Villavieja-formatie - Mioceen - La Venta
- Phyllostominae - Baraya-lid - Burdigalien-Langhien
- Pithiculites chenche - La Victoria-formatie - Burdigalien-Langhien
- Platypterygius sachicarum - Paja-formatie - Aptien - Villa de Leyva
- Podocnemis medemi - Villavieja-formatie - Mioceen - La Venta
- Potamosiren magdalenensis - La Victoria-formatie - Burdigalien-Langhien
- Pseudoprepotherium confusum - La Victoria-formatie - Burdigalien-Langhien
- Puentemys mushaisaensis - Cerrejón-formatie - Selandien-Thanetien - La Guajira
- Purussaurus - Villavieja-formatie - Mioceen - La Venta

R
- Remopleurididae - trilobieten - Tremadoc - Guaviare
- Rhodanodolichotis antepridiana - Baraya-lid - Burdigalien-Langhien

S
- Scirrotherium - Villavieja-formatie - Mioceen - La Venta
- Sebecosuchia - Hondagroep - Langhien - La Venta
- Selenogonus - Plioceen - Nariño
- Stirtonia - Villavieja-formatie - Mioceen - La Venta

T
- Thylamys minutus - Baraya-lid - Burdigalien-Langhien
- Thylamys colombianus - Baraya-lid - Burdigalien-Langhien
- Thyroptera tricolor - Baraya-lid - Burdigalien-Langhien
- Thyroptera robusta - Baraya-lid - Burdigalien-Langhien
- Thyroptera lavali - Baraya-lid - Burdigalien-Langhien
- Titanoboa - Cerrejón-formatie - Selandien-Thanetien - La Guajira
- Tropidodiscidae - gastropoda - Tremadoc - Guaviare

V
- Villarroelia totoyoi - La Victoria-formatie - Mioceen - La Venta

X
- Xenastrapotherium - Villavieja-formatie - Mioceen - La Venta

Y
- Yaguarasaurus - Cueva Rica - Turonien - Yaguará